# Ходжсон, Ширли
Ширли Ходжсон (англ. Shirley Victoria Penrose Hodgson, род. 22 февраля 1945) — британский генетик.

## Биография
Ходжсон училась в Сомервилль-колледже в Оксфорде. Она работала терапевтом, затем работала врачом в клинической генетике в больнице Гая. С 1983 по 1988 год она стала старшим регистратором клинической генетики Регионального генетического центра Южной Темзы (Восток) и почётным старшим регистратором больницы Хаммерсмит в Лондоне; затем консультантом-генетиком в больнице Адденбрука с 1988 по 1990 год. В 1990-х годах она возглавляла региональную службу генетики рака в больнице Гая и Святого Томаса. 
С 2003 года она является профессором генетики рака в школе Святого Георгия Лондонского университета. 
Ходжсон — дочь Лайонела Пенроуза и его жены Маргарет Литс и внучка физиолога Джона Бересфорда Литса. У неё есть три старших брата: Оливер, сэр Роджер и покойный Джонатан Пенроуз. В 1971 году она вышла замуж за Хамфри Ходжсона.
Она является членом Королевского колледжа врачей и членом Королевского биологического общества.

## Работы
Ходжсон является автором многих научных статей и нескольких книг, в том числе:
- Hodgson, Shirley V. A Practical Guide to Human Cancer Genetics / Shirley V. Hodgson, William D. Foulkes, Charis Eng … [и др.]. — Springer Science & Business Media, 2013. — ISBN 978-1-4471-2375-0.
- Foulkes, William D. Inherited Susceptibility to Cancer: Clinical, Predictive and Ethical Perspectives / William D. Foulkes, Shirley V. Hodgson. — Cambridge University Press, 1998. — ISBN 978-0-521-56340-6.
- Haites. Familial breast and ovarian cancer : genetics, screening and management / Patrick J. Morrison ; Shirley V. Hodgson ; Neva E.. — Cambridge Univ. Press, 2002. — ISBN 9780521803731.